# 湊屋小兵衛
湊屋 小兵衛（みなとや こへえ、生没年不詳）とは江戸時代末期の江戸の地本問屋。

## 来歴
錦船堂、湊小と号す。天保から安政年間に江戸の浅草並木町弥七店において地本問屋を営業している。地本草紙問屋仮組（新組）の一軒であった。歌川国芳、3代目歌川豊国の錦絵を出版している。

## 作品
- 歌川国芳 「武勇見立十二支」 中短冊判 揃物 天保末ころ
- 歌川国芳 「武勇五行」 中短冊判 揃物 天保末ころ
- 歌川国芳 「流行逢都絵希代稀物」 大判3枚続 嘉永1年
- 歌川国芳 「永禄四年九月四日川中島ノ合戦ニ山本勘介入道討死ノ図」 大判3枚続 東京都立中央図書館所蔵
- 歌川国芳 「木曽街道六十九次之内 妻籠」 大判 合版のシリーズ 嘉永5年
- 3代目歌川豊国 「十二ヶ月之内」 大判 揃物 嘉永
- 3代目歌川豊国 「木曽六十九駅 浦和」 大判 合版のシリーズ 嘉永5年
- 3代目歌川豊国 「踊形容外題尽」 大判 揃物 安政3年
- 3代目歌川豊国 「江戸名所百人美女 妻恋稲荷」 大判 合版のシリーズ 安政4年